# Isla Suárez
Ilha de Guajará-Mirim (Brazil) ili Isla Suárez (Bolivija) sporni je otok na rijeci Mamoré u Amazoni, koja definira dio granice između bolivijskog departmana Beni i brazilske države Rondônia u Amazoni. Suverenitet otoka predmet je pasivne borbe između vlada Brazila i Bolivije, koja njime de jure upravlja.

## Povijest
Područje je razgraničeno Ugovorom iz Ayacucha 27. ožujka 1867., koji u članku 2. proglašava:
Granica na ovom području demarkirana je 1877. godine, a 1896. ondje je osnovana bolivijska tvrtka Irmãos Suarez. Ugovorom iz Petrópolisa 17. studenoga 1903. potvrđena je ista granica uspostavljena 1867. godine. Dana 1. travnja 1930., poslanstvo Brazilke u La Pazu požalilo se na ono što je smatrala neadekvatnom okupacijom otoka. Godine 1937. vlada Bolivije objavila je izvješće koje pokazuje veću blizinu otoka bolivijskoj strani, što je Brazil odbacio. Godine 1955. Brazil je namjeravao uspostaviti policijsku postaju na otoku, ali nije proveo projekt. Dana 29. ožujka 1958. godine potpisan je sporazum između dviju država pod nazivom Roboré Agreement, kojim je, uz rješavanje ostalih spornih pitanja, dogovoreno, u budućnosti, rješavanje spora oko suvereniteta otoka Suárez. Ovu je konvenciju ratificirao Brazilski kongres 30. studenog 1968. godine. U svom članku 4. utvrđuje:
Godine 2009., još uvijek nema konačnog rješenja ovog teritorijalog spora, te otok navodno ostaje pod bolivijskom upravom, unatoč činjenici da je otok mjesto gospodarske aktivnosti za brazilske stanovnike Guajará-Mirim, koji drže većinu teritorija otoka. Više od 80 otoka u rijekama Guaporé i Mamoré tek treba biti dodijeljeno jednoj ili drugoj zemlji.

## Vanjske poveznice
|  | Zajednički poslužitelj ima još gradiva o temi Isla Suárez |